# Potito Starace
Potito Starace (ur. 14 lipca 1981 w Benewencie) – włoski tenisista, reprezentant w Pucharze Davisa, olimpijczyk z Pekinu (2008).

## Kariera tenisowa
Karierę profesjonalną rozpoczął w 2001 roku.
Preferuje grę na nawierzchni ziemnej, gdzie odnosił swoje największe sukcesy. 4-krotnie dochodził do finałów turniejów rangi ATP World Tour w grze pojedynczej, najpierw w Walencji i Kitzbühel (oba w 2007), potem w Umagu (2010) oraz Casablance (2011).
W grze podwójnej Starace wygrał 6 turniejów ATP World Tour, w roku 2007 w Acapulco i Kitzbühel, w 2008 roku w Moskwie, w 2010 w Petersburgu, w 2011 w Bukareszcie oraz w 2013 w Viña del Mar. Ponadto był 3 razy finalistą rozgrywek ATP World Tour, w sezonie 2006 i 2010 w Acapulco oraz w 2010 w Santiago.
W wielkoszlemowych turniejach najlepszym rezultatem Włocha jest ćwierćfinał deblowego French Open z 2006 roku. Partnerując Alberto Martínowi wygrali m.in. z parą Simon Aspelin i Todd Perry. Przegrali dopiero z drugiem deblem w rankingu, Jonasem Björkmanem i Maksem Mirnym.
W latach 2004–2012 Starace reprezentował Włochy w Pucharze Davisa. W 2011 roku przyczynił się do awansu zespołu do najwyższej klasy rozgrywek, grupy światowej. Rozegrał w zawodach 27 meczów, z których 15 wygrał w singlu i 6 w deblu.
W 2008 roku zagrał na igrzyskach olimpijskich w Pekinie w konkurencji gry pojedynczej. Odpadł w 1 rundzie wyeliminowany przez Rafaela Nadala.
W 2015 roku Włoch został dożywotnio zdyskwalifikowany przez Włoską Federację Tenisa za korupcję i ustawianie spotkań. Po apelacji został jednak oczyszczony z zarzutów. W 2018 roku został zdyskwalifikowany na dziesięć lat z powodu ustawiania meczów i naruszenia zasad antykorupcyjnych.
W rankingu gry pojedynczej Starace najwyżej był na 27. miejscu (15 października 2007), a w klasyfikacji gry podwójnej na 40. pozycji (18 czerwca 2012).

### Finały w turniejach ATP World Tour
| Legenda                                      |
| -------------------------------------------- |
| Wielki Szlem                                 |
| Igrzyska olimpijskie                         |
| Tennis Masters Cup / ATP Finals              |
| ATP Masters Series / ATP Tour Masters 1000   |
| ATP International Series Gold / ATP Tour 500 |
| ATP International Series / ATP Tour 250      |

#### Gra pojedyncza (0–4)
| Końcowy wynik | Nr | Data             | Turniej    | Nawierzchnia | Przeciwnik          | Wynik finału  |
| ------------- | -- | ---------------- | ---------- | ------------ | ------------------- | ------------- |
| Finalista     | 1. | 15 kwietnia 2007 | Walencja   | Ceglana      | Nicolás Almagro     | 6:4, 2:6, 1:6 |
| Finalista     | 2. | 29 lipca 2007    | Kitzbühel  | Ceglana      | Juan Mónaco         | 7:5, 3:6, 4:6 |
| Finalista     | 3. | 1 sierpnia 2010  | Umag       | Ceglana      | Juan Carlos Ferrero | 4:6, 4:6      |
| Finalista     | 4. | 10 kwietnia 2011 | Casablanca | Ceglana      | Pablo Andújar       | 1:6, 2:6      |

#### Gra podwójna (6–3)
| Końcowy wynik | Nr | Data                 | Turniej      | Nawierzchnia  | Partner                  | Przeciwnicy                        | Wynik finału      |
| ------------- | -- | -------------------- | ------------ | ------------- | ------------------------ | ---------------------------------- | ----------------- |
| Finalista     | 1. | 5 marca 2006         | Acapulco     | Ceglana       | Filippo Volandri         | František Čermák Leoš Friedl       | 5:7, 2:6          |
| Zwycięzca     | 1. | 3 marca 2007         | Acapulco     | Ceglana       | Martín Vassallo Argüello | Lukáš Dlouhý Pavel Vízner          | 6:0, 6:2          |
| Zwycięzca     | 2. | 29 lipca 2007        | Kitzbühel    | Ceglana       | Luis Horna               | Tomas Behrend Christopher Kas      | 7:6(4), 7:6(5)    |
| Zwycięzca     | 3. | 12 października 2008 | Moskwa       | Twarda (hala) | Serhij Stachowski        | Stephen Huss Ross Hutchins         | 7:6(4), 2:6, 10–6 |
| Finalista     | 2. | 7 lutego 2010        | Santiago     | Ceglana       | Horacio Zeballos         | Łukasz Kubot Oliver Marach         | 4:6, 0:6          |
| Finalista     | 3. | 27 lutego 2010       | Acapulco     | Ceglana       | Fabio Fognini            | Łukasz Kubot Oliver Marach         | 0:6, 0:6          |
| Zwycięzca     | 4. | 1 listopada 2010     | Petersburg   | Twarda (hala) | Daniele Bracciali        | Rohan Bopanna Aisam-ul-Haq Qureshi | 7:6(6), 7:6(5)    |
| Zwycięzca     | 5. | 25 września 2011     | Bukareszt    | Ceglana       | Daniele Bracciali        | Julian Knowle David Marrero        | 3:6, 6:4, 10–8    |
| Zwycięzca     | 6. | 10 lutego 2013       | Viña del Mar | Ceglana       | Paolo Lorenzi            | Juan Mónaco Rafael Nadal           | 6:2, 6:4          |